# Edgewater Estates
Edgewater Estates è un census-designated place nella contea di San Patricio, nel Texas, negli Stati Uniti. La popolazione era di 72 abitanti al censimento del 2010.